# Мамедов, Игбал Нариман оглы
Игбал Нариман оглы Мамедов (азерб. Məmmədov İqbal Nəriman oğlu; род. 1965 года, село Разгов, Лерикский район, Азербайджанская ССР) — государственный и политический деятель. Депутат Милли Меджлиса Азербайджанской Республики IV, V, VI созывов, член комитета по аграрной политике, член комитета по экономической политике, промышленности и предпринимательству Милли Меджлиса.

## Биография
Родился Игбал Мамедов в 1965 году в селе Разгов, ныне Лерикского района, республики Азербайджан. В 1982 году поступил на обучение в Азербайджанский институт народного хозяйства на факультет бухгалтерского учёта и анализа хозяйственной деятельности, который успешно окончил в 1988 году.
В том же 1988 году начал трудовую деятельность в качестве молодого специалиста в нефтяной промышленности Азербайджана. Его трудовая деятельность начиналась с должности оператора нефтегазодобытчика, позже Игбал Мамедов был назначен на должность заместителя начальника нефтегазодобывающих управлений Нефтяных Камней, Наримана Нариманова и острова Кум.
В 1996 году Мамедов был избран председателем правления Азербайджано-Турецкого совместного производственного предприятия «Каспи-Йылдыз», не имеющего аналогов не только в Азербайджане, но и в прикаспийских странах. Вскоре стал генеральным директором этого предприятия.
Распоряжением Президента Азербайджанской Республики 11 февраля 2005 года за вклад в экономическую сферу Азербайджана был награждён медалью «Терегги».
В 2010 году был избран в Национальный парламент республики Азербайджан. Депутат Милли Меджлиса Азербайджанской Республики IV и V созывов.
На выборах в Национальное собрание Азербайджана VI созыва, которые прошли в 9 февраля 2020 года, баллотировался по Лерикскому избирательному округу № 78. По итогам выборов одержал победу и получил мандат депутата Милли Меджлиса Азербайджанской Республики. С 10 марта 2020 года приступил к депутатским обязанностям. Является членом комитета по аграрной политике, а также членом комитета по экономической политике, промышленности и предпринимательству.
Член партии «Новый Азербайджан».

## Награды
- Медаль «Прогресс» (11 февраля 2005) — за отличие в развитии свободного предпринимательства и реализации «Государственной программы социально-экономического развития регионов Азербайджанской Республики»[4].
- Орден «Содружество» (29 ноября 2018, Межпарламентская ассамблея СНГ) — за активное участие в деятельности Межпарламентской Ассамблеи и её органов, вклад в укрепление дружбы между народами государств — участников Содружества Независимых Государств[5].
- Медаль «За укрепление парламентского сотрудничества» (16 апреля 2015, Межпарламентская ассамблея СНГ) — за особый вклад в развитие парламентаризма, укрепление демократии, обеспечение прав и свобод граждан в государствах — участниках Содружества Независимых Государств[6].
- Медаль «МПА СНГ. 25 лет» (27 марта 2017, Межпарламентская ассамблея СНГ) — за заслуги в деле развития и укрепления парламентаризма, за вклад в развитие и совершенствование правовых основ функционирования Содружества Независимых Государств, укрепление международных связей и межпарламентского сотрудничества[7].
- Почётная грамота Совета МПА СНГ (24 ноября 2016, Межпарламентская ассамблея СНГ) — за активное участие в деятельности Межпарламентской Ассамблеи и её органов, вклад в укрепление дружбы между народами государств — участников Содружества Независимых Государств[8].